# Cocido montañés
Le cocido montañés est une spécialité culinaire typique de Cantabrie, en Espagne, qui s'apparente au cassoulet. Contrairement aux autres cocido d'Espagne, tels le cocido madrilène, le cocido maragato ou le cocido lebaniego, le cocido montañés ne contient pas de pois chiches ni de lentilles.

## Caractéristiques
Il est composé principalement de haricots blancs, de chou cavalier, de chorizo, de boudin noir (morcilla), de côtes et de lard, tous issus de matacíu del chon, tradition très répandue et équivalente au Saint Cochon de certaines régions de France.